# Козлов, Иван Иванович
Ива́н Ива́нович Козло́в (11 [22] апреля 1779, Москва — 30 января [11 февраля] 1840, Санкт-Петербург) — русский поэт и переводчик эпохи романтизма.

## Биография
Происходил из дворянского рода Козловых, внук сенатора и генерал-рекетмейстера И. И. Козлова-старшего. Его отец Иван Иванович имел чин действительного статского советника. Мать Анна Апполоновна, урождённая Хомутова, тётка казачьего атамана Михаила Григорьевича Хомутова, воспитывая сына дома, сумела дать будущему поэту прекрасное, разностороннее образование.
На шестом году от роду, 5 октября 1784 года, он был внесён в списки лейб-гвардии Измайловского полка — сержантом; 19 февраля 1795 года был произведён в прапорщики, 16 апреля 1797 года — в подпоручики. Прослужив три года, 8 сентября 1798 года он перешёл на гражданскую службу с переименованием в губернские секретари; 24 октября 1798 года с производством в коллежские асессоры, был зачислен в канцелярию генерал-прокурора Петра Лопухина. С 16 июня 1799 года служил в герольдии. С 20 июля 1807 года находился в канцелярии московского главнокомандующего Тутолмина, где 13 ноября того же года получил чин надворного советника.
26 апреля 1809 года Козлов женился на дочери бригадира Софье Андреевне Давыдовой. У них родились сын Иван (в 1810) и дочь Александра (16.01.1812). С 20 июня по 30 августа 1812 года он работал в комитете для образования московской военной силы. Будучи уволенным со службы вместе с другими чиновниками за три дня до вступления Наполеона в Москву, Иван Иванович уехал с семьёй в Рыбинск, к Хомутовым — родственникам матери.
По изгнании французов из России, Козлов переехал в Санкт-Петербург, получив 24 июля 1813 года место помощника столоначальника в Департаменте Государственных имуществ; 7 октября 1814 года был произведён в чин коллежского советника.
В 1816 году паралич лишил его ног. В 1819 году Козлов начал терять зрение, а к 1821 году окончательно ослеп. Тогда он занялся поэзией и переводами с итальянского, французского, немецкого и английского языков.
В 1821 году появилось в печати его стихотворение «К Светлане»; за ним — послание «К другу В. А. Ж<уковскому>» (1822), в котором он описал постигшее его несчастье как духовное прозрение, спасительное пробуждение души к истинам веры и утешениям поэзии. Поэма «Чернец», напечатанная в 1824 году, поставила имя Козлова в ряд самых популярных поэтов того времени.
Несмотря на слепоту и неподвижность, Козлов держался с редким мужеством: сидя в инвалидной коляске, он всегда был изысканно одет, захватывающе ярко говорил, наизусть читал всю европейскую поэзию. Никто не догадывался о том, что по ночам его терзали жестокие боли.
Умер 30 января (11 февраля) 1840 года. Погребён на Тихвинском кладбище в Александро-Невской лавре недалеко от могилы Карамзина.

## Литературная деятельность
Первое стихотворение Козлова «К Светлане» было опубликовано в 1821 году. Увлечение литературой привело Козлова к близкому знакомству с А. С. Пушкиным, В. А. Жуковским, П. А. Вяземским и братьями Тургеневыми.
На стихи Козлова писали музыку А. А. Алябьев, А. С. Даргомыжский, М. И. Глинка (романс «Венецианская ночь») и др. Стихотворение «Вечерний звон» (1827, перевод из Томаса Мура) с музыкой неизвестного автора стало классикой русской народной песни. Большую популярность получил также перевод стихотворения другого ирландца — Ч. Вольфа — «На погребение английского генерала сира Джона Мура» («Не бил барабан перед смутным полком…»). Некоторые стихотворения Козлова подчинены задачам христианской дидактики («Разорение Рима и распространение христианства», 1826; «Элегия. Вольное подражание св. Григорию Назианзину», 1830; «Моя молитва», 1834; «Молитва», 1834). Религиозно-дидактические мотивы пронизывают также его поэму «Княгиня Наталья Борисовна Долгорукая» (1824—1827, отд. изд. 1828), посвящённую судьбе жены И. А. Долгорукова.
Его романтическая поэма «Чернец», написанная в форме лирической исповеди молодого монаха, пользовалась восторженным приёмом у читателей, её высоко оценил А. С. Пушкин, она оказала влияние на «Мцыри» М. Ю. Лермонтова и «Тризну» Т. Г. Шевченко.
В 1827 по прозаическому подстрочнику П. А. Вяземского Козлов полностью перевёл «Крымские сонеты» Мицкевича.
При жизни И. И. Козлова вышло три сборника его стихотворений (1828, 1833, 1834). Посмертное издание (в 2-х частях, 1840) было подготовлено В. А. Жуковским, отредактировавшим некоторые его стихи.

### Сочинения

#### Стихотворения и поэмы
- «Пленный грек в темнице»
- К другу В.А Жуковскому
- Венгерский лес. Баллада
- Крымские сонеты
- «Молодой певец»
- «Байрон»
- «Киев» (1824)
- «Плач Ярославны»
- «Княгиня Наталья Борисовна Долгорукая»
- «К П. Ф. Балк-Полеву»
- «Обетованная земля»
- «Пловец»
- «Чернец» Киевская повесть (1825)
- «Тайна»
- «Бренда»
- «Отплытие витязя»
- «Безумная» Русская повесть
- «Обманутое сердце»
- «Тревожное раздумье»
- «Песня».
- «Разбитый корабль», графине Софии Ивановне Лаваль (1832)

#### Переводы поэзии
- Джорджа Ноэля Гордона Байрона («Абидосская невеста»),
- Вальтера Скотта,
- Данте,
- Торквато Тассо,
- Лудовико Ариосто,
- Андре Шенье,
- Роберта Бернса,
- Мицкевич, Адам. Крымские сонеты Адама Мицкевича Переводы и подражания Ивана Козлова. СПб., 1829
- Томаса Мура
- Чарльза Вольфа и др.

## Память
- Именем Козлова названы улица в Рыбинске и проспект во Всеволожске.